# Desafío de Barletta (1502)
El desafío de Barletta del 20 de septiembre de 1502 fue un duelo mantenido en la ciudad napolitana de Trani entre 11 caballeros españoles y otros tantos franceses por una cuestión de honor durante el transcurso de la guerra de Nápoles, en la que estaban enfrentados los ejércitos a los que pertenecían los combatientes.  Tras varias horas de lucha, en la que uno de los franceses murió y varios de los duelistas resultaron heridos, el desafío terminó sin un claro ganador. 
En ocasiones este encuentro es confundido con el desafío de Barletta de 1503, en el que se enfrentaron 13 caballeros franceses con otros tantos italianos, con victoria de estos últimos.

## Contexto
En el año 1500 Luis XII de Francia y Fernando el Católico firmaron el tratado de Granada, por el que ambos acordaban repartirse a partes iguales el reino de Nápoles, todavía bajo el reinado de Federico I de Nápoles. Al año siguiente las tropas francesas penetraron en territorio napolitano desde el norte, mientras las españoles lo hacían desde el sur; Federico I fue derrocado y su reino dividido entre Francia y la corona de Aragón.  
Pronto surgieron las discordias entre las dos fuerzas ocupantes por la interpretación del tratado, que había dejado sin definir a quién pertenecía exactamente la franja intermedia que separaba las posesiones de ambos.  En el verano de 1502 el ejército francés liderado por Luis de Armagnac llegó al enfrentamiento armado contra las tropas españoles bajo el mando de Gonzalo Fernández de Córdoba.
Durante los primeros compases de este enfrentamiento, las fuerzas francesas, más numerosas, avanzaron en dirección sur ocupando la parte que en el tratado de Granada había correspondido a los españoles, que fueron reducidos a unas pocas plazas en Calabria y Apulia.  Gonzalo Fernández de Córdoba y el cuerpo principal de sus fuerzas fueron sitiados en la ciudad de Barletta.

## Desafío y combate
El enfrentamiento tuvo lugar como consecuencia de los comentarios de los soldados franceses acerca del desempeño militar de los españoles.  Mantenían aquellos que si bien la infantería de las tropas españolas se desenvolvía bien sobre el terreno, su caballería, acostumbrada a las escaramuzas mantenidas durante la guerra de Granada contra los moros, no tenía parangón con la francesa.  

Tanto se altercó sobre esta materia, que hubo de resultar en sangriento fin, por razón que los españoles son no poco suntuosos y ambiciosos de la honra.

Tales opiniones llevaron a los españoles a retar a sus críticos a un duelo, que por razón de honor fue rápidamente aceptado.  Ambos ejércitos pactaron una tregua y acordaron que los duelistas se batirían en Trani, a mitad de camino entre el campamento español en Barletta y el francés en Bisceglie; Trani estaba bajo el control de la república de Venecia, que se mantenía neutral en el contexto de la guerra. Los jueces del desafío fueron señalados de entre las autoridades venecianas de la ciudad. 
El 20 de septiembre de 1502 a las 13:00 horas los 11 caballeros franceses comenzaron a luchar contra los 11 españoles.  En el transcurso del duelo, que se llevó a cabo sólo con armas blancas, uno de los franceses quedó muerto, otro más rendido, casi todos los demás heridos y sus caballos muertos.  De los españoles, Gonzalo de Aller se rindió y varios más resultaron heridos y descabalgados.  
Después de cinco horas, ya entrada la noche, los contendientes acordaron terminar el duelo, tomando cada uno las armas arrebatadas al contrario e intercambiando entre sí los caballeros rendidos.  Los jueces rehusaron dar la victoria a ninguno de los bandos, reconociendo a los españoles su esfuerzo y a los franceses su constancia.

### Participantes
|                  |                           |                         |                 |
| Armas de Francia | Caballeros franceses      | Caballeros españoles    | Armas de España |
| Armas de Francia | Pierre Terraill de Bayard | Diego de Vera           | Armas de España |
| Armas de Francia | François d´Ursé           | Diego García de Paredes | Armas de España |
| Armas de Francia | Pierre de Pocquière       | Jorge Díaz              | Armas de España |
| Armas de Francia | Hector de la Rivière      | Oñate                   | Armas de España |
| Armas de Francia | Pierre de Guiffrey        | Moreno                  | Armas de España |
| Armas de Francia | Noël du Faby              | Andrés de Olivera       | Armas de España |
| Armas de Francia | Louis de Saint-Bonnet     | Segura                  | Armas de España |
| Armas de Francia | René de La Chesnaye       | Gonzalo de Arévalo      | Armas de España |
| Armas de Francia | Antoine de Clermont       | Gonzalo de Aller        | Armas de España |
| Armas de Francia | Jacques de Mondragon      | Rodrigo Piñán           | Armas de España |
| Armas de Francia | Aymon de Salvaing         | Martín de Tuesta        | Armas de España |